# Stemma di Bermuda

Stemma di Bermuda

Lo stemma di Bermuda fu adottato il 4 ottobre 1910.
Esso rappresenta un leone rosso mentre tiene uno scudo con la raffigurazione di una nave incagliata nelle rocce. Il leone rosso simboleggia il Regno Unito e allude al rapporto che c'è fra Bermuda e la potenza europea. La nave incagliata rappresenta invece il Sea Venture, la nave ammiraglia della Virginia Company. Tale nave fu condotta deliberatamente dall'Ammiraglio Sir George Somers alle coste rocciose dell'arcipelago nel 1609 a causa di una fortissima tempesta che rischiava di affondarla in mezzo al mare (nonostante nella scena rappresentata lo scoglio contro cui la nave urtò è emergente e non sommerso, come avvenne in realtà). Tutti gli uomini a bordo sopravvissero.
Nella parte in basso è presente un nastro con il motto latino dell'arcipelago: "Quo fata ferunt" ("Dove il destino ci porterà").
Nel XX secolo lo stemma fu aggiunto alla bandiera, la Red Ensign, e anche alla bandiera del Governatore.